# Lamprolia
Lamprolia es un género de aves paseriformes perteneciente a la familia Rhipiduridae. Alberga dos especies endémicas de Fiyi: el cola de seda de Taveuni (Lamprolia victoriae) y el cola de seda de Natewa (Lamprolia klinesmithi). Superficialmente parecen aves del paraíso diminutas, pero en realidad están cercanamente emparentados con los abanicos.

## Taxonomía
La clasificación taxonómica de los cola de seda ha sido un misterio durante mucho tiempo. Cuando describía al cola de seda de Taveuni, Otto Finsch escribió: «apenas recuerdo un ave que me haya desconcertado tanto respecto a su posición general como esta curiosa criaturita». Alternativamente han sido situados en las familias Paradisaeidae (aves del paraíso), Petroicidae (petirrojos australianos) y Maluridae (maluros). Desde 1980, generalizadamente se consideró al género como un integrante aberrante y arcaico de la familia Monarchidae. Un estudio genético de 2009 lo situó cercanamente emparentado con el drongo papú de Nueva Guinea, y a ambos en el mismo clado que los abanicos (Rhipiduridae), donde fueron trasladados.
El nombre del género Lamprolia es el diminutivo del término griego lampros que significa «espléndido» o «brillante».
Originalmente se consideraba que el género Lamprolia tenía una sola especie con dos subespecies: L. v. victoriae y L. v. klinesmithi, hasta que esta última se escindió en una especie separada, el cola de seda de Natewa.

## Descripción
Son pájaros pequeños y rechonchos con alas largas y redondeadas, y cola corta y redondeada. Los cola de seda tienen el plumaje principalmente negro y con algunas iridiscencias. El cola de seda de Natewa es más pequeño, y tiene un plumaje más iridiscente que el cola de seda de Taveuni.
El cola de seda de Natewa mide alrededor 10 cm y pesa entre 10 y 12,5 g, mientras que el de Taveuni mide alrededor de 12 cm, y pesa entre 16 y 21 g. 
El plumaje de los machos es negro aterciopelado con brillo iridiscente metálico en el píleo y el pecho, y una mancha blanca en el obispillo que se extiende por la mayor parte de la cola. Los bordes de la cola son negros, y a veces la punta tiene la misma iridiscencia que las demás partes del cuerpo. La hembra es similar al macho, salvo que es menos brillante, y los inmaduros son de coloración más apagada que los adultos y pueden tener la mancha del obispillo anteada. El iris de la especie es oscuro, y las patas y el pico es negruzco. Su pico es robusto y con la punta ligeramente curvado hacia abajo. Sus patas son largas y sus dedos fuertes.

## Comportamiento
Los cola de seda pueden ser huidizos y difíciles de ver, pero también pueden ser confiados y dejarse acercar. Generalmente son muy activos al amanecer, y pueden avistarse tanto solos como en pequeñas bandadas. 
Su dieta se compone principalmente de insectos, otros artrópodos y gusanos.